# 布尔迪克
布尔迪克（法語：Bourdic，法語發音：[buʁdik]）是法国加尔省的一个市镇，属于尼姆区。

## 地理
布尔迪克（43°59'0"N, 4°19'51"E）面积7.34 平方千米，位于法国奧克西塔尼大區加尔省，该省份为法国南部沿海省份，南端濒地中海，北起顺时针与阿尔代什省、沃克吕兹省、罗讷河口省、埃罗省、阿韦龙省和洛泽尔省接壤。
与布尔迪克接壤的市镇（或旧市镇、城区）包括：阿尔帕亚格和欧雷亚克、欧比萨尔格、布洛扎克、加里格-圣厄拉利、圣阿娜斯塔西。

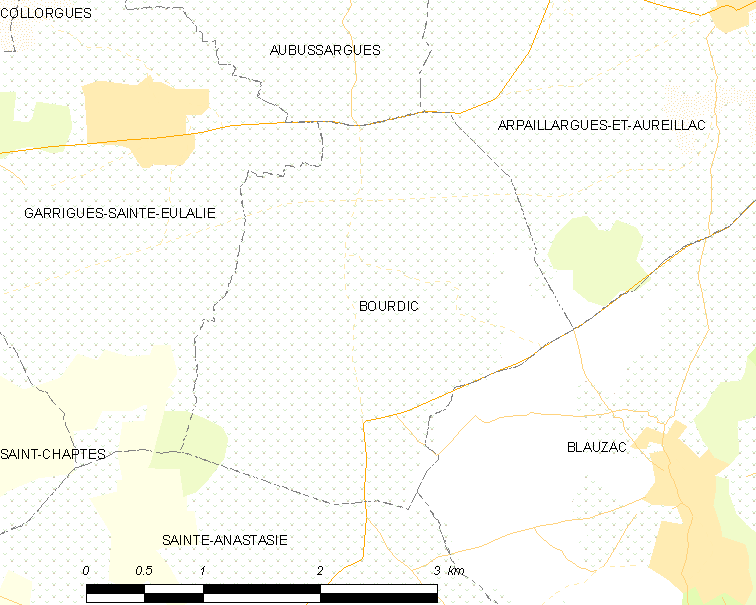
布尔迪克的OSM定位图

布尔迪克的时区为UTC+01:00、UTC+02:00（夏令时）。

## 行政
布尔迪克的邮政编码为30190，INSEE市镇编码为30049。

## 政治
布尔迪克所属的省级选区为于泽斯县。

## 人口

1962-2008年间布尔迪克人口变化图示

布尔迪克于2022年1月1日时的人口数量为364人。